# Colchester (Illinois)
Colchester – miasto w Stanach Zjednoczonych, w stanie Illinois, w hrabstwie McDonough.